# Гаофэнь-3
Гаофэ́нь-3 — первый китайский спутник, оснащённый радиолокатором с синтезированной апертурой высокого разрешения, точность которого достигает 1 метра. 
Спутник, разработанный китайской Академией космической техники, обладает 12 режимами работы и может делать высококачественные снимки поверхности Земли. Это первый китайский низкоорбитальный спутник дальнего действия. Его срок эксплуатации рассчитан на 8 лет.
«Гаофэнь-3» был запущен 10 августа 2016 года с помощью ракеты-носителя «Чанчжэн-4C» с космодрома Тайюань в провинции Шаньси. Это 233-й полет ракеты-носителя семейства «Чанчжэн».

## Назначение
Спутник способен сканировать поверхность Земли круглые сутки. В планах использовать этот аппарат для предупреждения природных бедствий, для метеорологических прогнозов, а также для оценки водных ресурсов. Результаты работы спутника обрабатываются 26 центрами данных спутников серии «Гаофэнь». Спутниковые данные широко применяются в 18 отраслях и более чем 1800 учреждениях страны.

## Результаты работы
- 15 августа 2016 года со спутника были получены первые снимки
- до 24 августа 2016 года было собрано 2,15 терабайт данных, среди которых снимки города Сямэнь (провинция Фуцзянь), порта города Тяньцзинь, а также международного аэропорта Шоуду в Пекине[5].